# Горбатюк, Мирослав Филиппович
Мирослав Филиппович Горбатюк (род. 15 июня 1940 года) — депутат Верховной Рады Украины II созыва.

## Биография
Мирослав Горбатюк родился 15 июня 1940 года.
С 1957 по 1962 годы учился в Львовском политехническом институте по специальности инженер-электромеханик.
С 1962 по 1965 годы работал в Всеукраинском институте трансформатостроения в Запорожье, с 1966 по 1968 годы — в Львовском политехническом институте.
С 1968 по 1970 годы на военной службе. С 1971 года — аспирант и старший научный сотрудник Львовского политехнического института.
Автор и соавтор 15 научных работ по теории электротехники.
В 1994 году был избран в Верховную Раду Украины.